# Betaucourt
Betaucourt ist eine Gemeinde im französischen Département Haute-Saône in der Region Bourgogne-Franche-Comté.

## Geographie
Betaucourt liegt auf einer Höhe von 220 m über dem Meeresspiegel, vier Kilometer nördlich von Jussey und etwa 32 Kilometer nordwestlich der Stadt Vesoul (Luftlinie). Das Dorf erstreckt sich im äußersten Nordwesten des Departements, am westlichen Rand der breiten Talniederung der Saône, am Südostrand der Höhe des Donnet.
Die Fläche des 7,17 km² großen Gemeindegebiets umfasst einen Abschnitt im Bereich des oberen Saônetals. Die östliche Grenze verläuft meist entlang der Saône, die hier durch eine rund 1,5 Kilometer breite Alluvialniederung nach Süden fließt. Die Talaue liegt durchschnittlich auf 215 m und wird überwiegend landwirtschaftlich genutzt. Der Fluss ist kanalisiert und zur Wasserstraße ausgebaut; im Abschnitt von Betaucourt befinden sich zwei Schleusenwerke. Reste des alten Laufs mit mehreren kleinen Schleifen sind vorhanden.
Vom Flusslauf erstreckt sich das Gemeindeareal westwärts über die Talaue bis in die angrenzende, leicht gewellte Landschaft. Gegen Norden steigt das Gelände zum bewaldeten Höhenrücken des Donnet an. Auf dessen Südabdachung wird mit 283 m die höchste Erhebung von Betaucourt erreicht. In geologisch-tektonischer Hinsicht besteht das Gelände aus einer Wechsellagerung von sandig-mergeligen und kalkigen Sedimenten, die zur Hauptsache während der Lias (Unterjura) abgelagert wurden.
Nachbargemeinden von Betaucourt sind Villars-le-Pautel im Norden, Aisey-et-Richecourt und Ormoy im Osten, Cendrecourt und Jussey im Süden sowie Raincourt im Westen.

## Geschichte
Im Mittelalter gehörte Betaucourt zur Freigrafschaft Burgund und darin zum Gebiet des Bailliage d’Amont. Es bildete ein Lehen, das von der Herrschaft Bourbévelle abhängig war. Im 13. Jahrhundert ging die Herrschaft an das Kloster Cherlieu über. Zusammen mit der Franche-Comté gelangte Betaucourt mit dem Frieden von Nimwegen 1678 definitiv an Frankreich. Um 1750 wurde hier ein Hochofen gegründet, der bis Ende des 19. Jahrhunderts in Betrieb war. Heute ist Betaucourt Mitglied des 17 Ortschaften umfassenden Gemeindeverbandes Communauté de communes du Pays Jusséen.

## Sehenswürdigkeiten
Die Kirche Saint-Brice wurde im 19. Jahrhundert neu erbaut. Zur Ausstattung gehören eine reich skulptierte Holzkanzel (17. Jahrhundert), Altäre und Statuen aus dem 18. Jahrhundert sowie verschiedene Grabplatten.
Auf freiem Feld nördlich des Ortes steht die Kapelle Saint-Brice.
Zu den weiteren Sehenswürdigkeiten zählen drei Lavoirs sowie die Ruinen der mittelalterlichen Burg Betaucourt.

## Bevölkerung
| Jahr                       | 1962 | 1968 | 1975 | 1982 | 1990 | 1999 | 2006 |
| Einwohner                  | 201  | 205  | 179  | 186  | 178  | 172  | 153  |
| Quellen: Cassini und INSEE |      |      |      |      |      |      |      |

Mit 181 Einwohnern (1. Januar 2022) gehört Betaucourt zu den kleinen Gemeinden des Département Haute-Saône. Während des gesamten 20. Jahrhunderts nahm die Einwohnerzahl kontinuierlich ab (1886 wurden noch 422 Personen gezählt).

## Wirtschaft und Infrastruktur
Betaucourt war bis weit ins 20. Jahrhundert hinein ein vorwiegend durch die Landwirtschaft (Ackerbau, Weinbau und Viehzucht) und die Forstwirtschaft geprägtes Dorf. Heute gibt es einige Betriebe des lokalen Kleingewerbes. In den letzten Jahrzehnten hat sich das Dorf zu einer Wohngemeinde gewandelt. Viele Erwerbstätige sind deshalb Wegpendler, die in den größeren Ortschaften der Umgebung ihrer Arbeit nachgehen.
Der Ort liegt abseits der größeren Durchgangsachsen an einer Departementsstraße, die von Jussey nach Corre führt. Weitere Straßenverbindungen bestehen mit Cendrecourt und Raincourt.